# Colonia San Francisco de Asís
Colonia San Francisco de Asís är ett samhälle i Mexiko, tillhörande kommunen Ixtlahuaca i den västra delen av delstaten Mexiko. Orten hade 1 757 invånare vid folkräkningen 2010.